# Ryōta Takada
Ryōta Takada (japanisch 髙田 椋汰 Takada Ryōta; * 10. Juni 2000 in der Präfektur Miyazaki) ist ein japanischer Fußballspieler.

## Karriere
Ryōta Takada erlernte das Fußballspielen in der Schulmannschaft der Nisshō-Gakuen-Oberschule (Nisshō gakuen kōto-gakkō) sowie in der Universitätsmannschaft der Hannan-Universität. Von Mitte Juli 2022 bis Saisonende wurde er an Blaublitz Akita ausgeliehen. Der Verein aus Akita, einer Stadt in der Präfektur Akita, spielte in der zweiten japanischen Liga. Sein Zweitligadebüt gab Ryota Takada am 13. August 2022 (31. Spieltag) im Auswärtsspiel gegen Iwate Grulla Morioka. Hier wurde er in der 89. Minute für den verletzten Ken’ichi Kaga eingewechselt. Akita gewann das Spiel durch ein Tor von Kōya Handa mit 1:0. In seiner ersten Saison kam er auf zwei Zweitligaeinsätze. Im Februar 2023 wurde er von Akita fest unter Vertrag genommen. Nach nur einer Spielzeit, in der er 40 Ligaspiele bestritt, wechselte er im Januar 2024 zum Zweitligisten Vegalta Sendai.